# ابراهیم کندی سفلی
ابراهیم کندی سفلی یک روستا در ایران است که در بخش اسلام‌آباد واقع شده‌است. ابراهیم کندی سفلی ۱۹۰ نفر جمعیت دارد.